# پلی‌کپرولاکتون

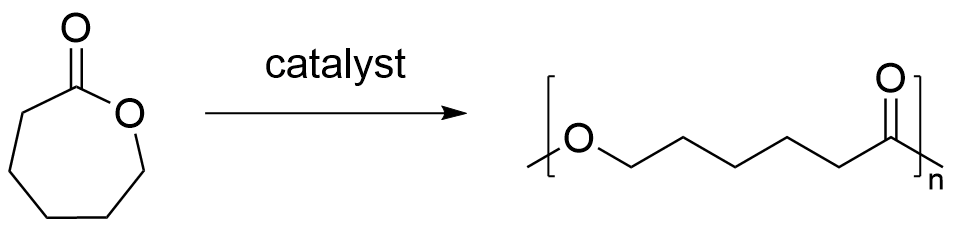
synthesisPolycaprolactone synthesis.png

پلی‌کپرولاکتون (به انگلیسی: Polycaprolactone) با فرمول شیمیایی ({\displaystyle {\ce {C6H10O2}}}) یک ترکیب شیمیایی است. که جرم مولی آن متغیر می‌باشد. پلی کپرولاکتون، یک پلی استر زیست تخریب پذیر با دمای ذوب حدود ۶۰ درجه سلسیوس و دمای انتقال شیشه ۶۰- درجه سلسیوس است. واحدهای سازنده آن هگزانوات است و ئر گروه پلی استر‌های الیفاتیک قرار دارد. بیشترین موارد استفادهٔ پلی کپرولاکتون در تولید پلی اورتان‌ها است. البته که به دلیل امتزاج پذیری با انواعی از پلیمرها و زیست تخریب پذیری نیز بسیار مورد توجه است. پلی کپرولاکتون‌ها مقاومت خوبی در برابر آب، روغن، حلال و کلر حاصل از پلی اورتان تولید شده دارند. این ماده را می‌توان در گروه پلیمرهای هوشمند و از دسته مواد هوشمند در نظر گرفت.
این پلیمر معمولاً به عنوان افزودنی برای انگم‌ها در جهت بهبود ویژگی‌های پردازش و ساخت و همین‌طور استفاده نهایی آنها استفاده می‌شود. به دلیل سازگاری با طیف وسیعی از مواد، پلی کپرولاکتون می‌تواند با نشاسته جهت کاهش قیمت و افزایش زیست تخریب پذیری ترکیب شود یا به پلی وینیل کلراید جهت افزایش خاصیت نرمی و انعطاف و درکل خاصیت پلاستیکی آن اضافه شود.
پلی کپرولاکتون‌ها همچنین برای آتل بندی، مدلسازی و به عنوان ماده اولیه برای نمونه سازی سیستم‌هایی مانند ساخت رشته‌های ذوب شده دستگاه چاپ سه بعدی استفاده می‌شوند.

## سنتز (تولید) و زیست تخریب پذیری
PCL با باز و پلیمری شدن کپرولاکتون که لاکتونی هفت عضوی و بی‌رنگ است، به وسیله کاتالیزوری مانند اکتوات قلع تهیه می‌شود. اخیراً طیف وسیعی از کاتالیزور‌ها برای باز و پلیمری کردن کپرولاکتون بررسی و کشف شده‌اند. برای مثال از پر کاربردترین آنها می‌توان به آلومینیم ایزوپروکسید، قلع اتیل هگزانوات و چندین کاتالیزور بر پایه زینک و تیتانیوم اشاره کرد.
لازم به یادآوری است یکی از اصلی‌ترین دلایل مورد استفاده واقع شدن ای ماده، زیست تخریب پذیری آن است. ارگانیسم‌های زنده مثل قارچ‌ها و باکتری‌ها باعث تخریب این پلیمر می‌شوند. همچنین این ماده به وسیله برخی آنزیم‌ها مانند استراز‌ها و لیپاز‌ها نیز تخریب می‌شود. البته که زمان تخریب PCL به وزن مولکولی آن، درجه شفافیت و شکل ظاهری آن بستگی دارد.

## کاربردهای پزشکی
تجزیهٔ PCL از طریق هیدرولیز پیوندهای استری آن در یک شرایط فیزیولوژیکی مانند بدن انسان صورت می‌گیرد؛ بنابراین در زمینه مواد زیستی قابل کاشت در بدن بسیار مورد توجه قرار می‌گیرد. به این دلیل که سرعت تجزیه آن حتی از سرعت تجزیه پلی لاکتید اسید (PLA) هم کندتر است، کاربرد ویژه ای در تهیه مواد برای کاشت بلند مدت را از پلی کپرولاکتون‌ها مشاهده می‌کنیم.
PCLها همچنین به صورت گسترده‌ای در کاشت مواد برای طولانی مدت و نیز آزادسازی کنترل شده داروها مورد استفاده قرار می‌گیرد. در حالی که در موارد مربوط به مهندسی بافت، یک سری کاستی‌هایی مانند سرعت تجزیه آهسته، ضعف در خواص مکانیکی و دگر چسبی ضعیف برای این ماده به چشم می‌خورد. ترکیب این ماده با سرامیک‌های بر پایه کلسیم فسفات و شیشه‌های زیست فعال، باعث تولید یک سری از مواد زیستی ترکیبی شد که به طرز چشمگیری در خواص مکانیکی بهبود یافته‌اند و در زمینه کنترل نرخ تجزیه و فعالیت‌های زیستی که برای مهندسی بافت استخوان بسیار مهم و مناسب هستند نیز عملکرد خوبی از خود نشان داده‌اند.

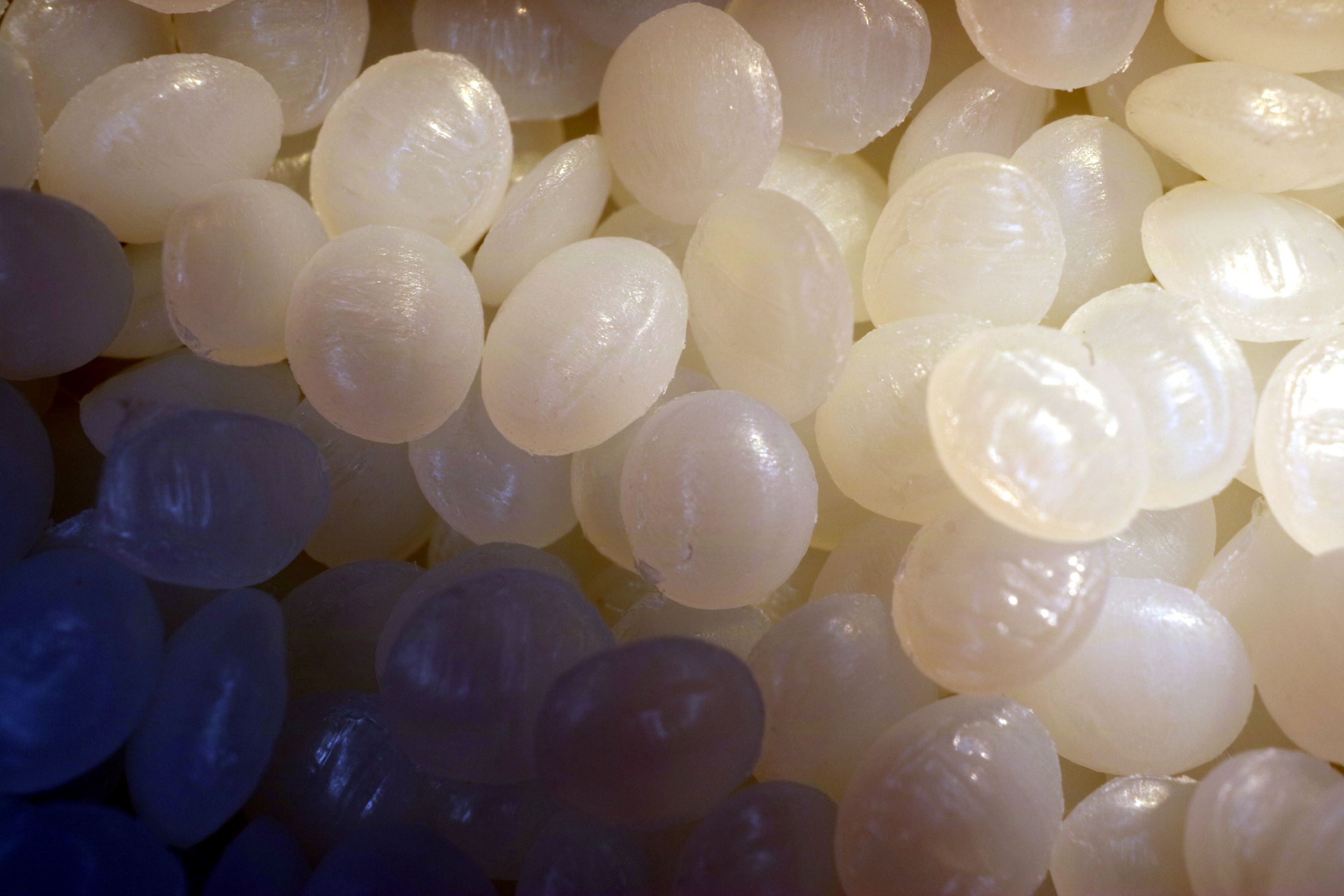
دانه‌های PCL که برای مصارف صنعتی مورد استفاده قرار می‌گیرد.

PCLها در زمینه کاربرد در بدن انسان برای مثال وسیله ای برای حمل دارو به بدن، داروهای ضدبارداری، بخیه، سد چسبندگی (دگر چسبی) توسط سازمان غذا و دارو آمریکا(FDA) تأیید شده‌است. همچنین از دیگر کاربردهای PCL می‌توان به افزایش کاربرد آن در در زمینه پرکننده‌های زیر پوستی و تحریک کلاژن‌ها جهت زیباسازی انسان اشاره کرد.
از طریق تحریک تولید کلاژن‌ها، محصولات بر پایه PCL می‌توانند نشانه‌های پیری در صورت مانند کاهش حجم و شل شدن برجستگی‌ها را ترمیم کند و اثری طبیعی و فوری، در عین حال طولانی مدت را ایجاد کنند. این ماده به عنوان یک قاب برای ترمیم بافت در مهندسی بافت برای باز تولید کنترل شده بافت استخوان مورد استفاده قرار می‌گیرد. بسیاری از داروها در داخل دانه‌هایی از جنس PCL جهت رهاسازی تحت کنترل و رسانش هدفمند دارو پیچیده شده‌اند. (برای مثال داروهای پیچیده شده در کپسول)

### دندان پزشکی
در دندان پزشکی نیز کامپوزیتی به نام رزیلون وجود دارد که به عنوان یک محافظ و آتل برای دندان و همچنین در پر کردن کانال ریشه دندان مورد استفاده قرار می‌گیرد. عملکرد این کامپوزیت به مانند گوتا پرکا است و برای درمان مجدد در آتل دندان یا پر شدن کانال ریشه دندان می‌توان با مقداری حرارت آن را نرم کرد یا با برخی حلال‌ها مانند کلروفرم آن را حل کرد و سپس دوباره به پر کردن آن پرداخت. تفاوت عمده میان این نوع از پر کننده ریشه دندان و گوتا پرکا در زیست تخریب پذیری آن‌ها است که گوتا پرکا بر خلاف PCL زیست نخریب پذیر نیست. البته لازم است ذکر شود که هنوز نطری واحد در مورد مطلوب بودن زیست تخریب پذیری پر کننده‌ها در بین جامعه متخصصین دندان پزشکی وجود ندارد.

## سرگرمی و نمونه سازی اولیه
PCL کاربرد فراوانی در بازار سرگرمی‌ها و اسباب بازی دارد که می‌توان به پروتو پلاستیک‌ها، اینستا مورف‌ها، پلی مورف‌ها و غیره اشاره کرد. این ماده دارای خصوصیت‌های فیزیکی یک پلاستیک بسیار سخت است که در دمای تنها ۶۰ درجه سلسیوس نرم میشودکه می‌توان برای تهیه آن با غوطه ور کردن آن در آب گرم حالت مایع آن را ایجاد کرد. گرمای ویژه و رسانایی این ماده به اندازه کافی پایین است که بتوان در این دما، با دست آن را جابه‌جا کرد. این خاصیت این ماده را در ساخت مدل‌های با سایز کوچک، ساخت قطعه، تعمیر وسایل پلاستیکی و نمونه سازی سریع برای حالاتی که مقاومت گرمایی نیاز نیست مناسب جلوه می‌دهد. اگرچه PCL نرم شده در دمای بالاتر به راحتی به پلاستیک‌های دیگر می‌چسبد اما با خنک کردن آن در حالی که نمونه قابل انعطاف است چسبندگی به حداقل می‌رسد و می‌توان آن را به راحتی جدا کرد.